# 老圃站
老圃站（：／ Nopo yeok */?）是釜山地鐵1號線的終點車站，位於韓國釜山廣域市金井區老圃洞，韓語副站名為「綜合巴士客運站」（종합버스터미널）。3號出口設有連通道可通往釜山綜合巴士客運站。

## 車站結構
站體為2面2線側式月台的地下車站，候車月台設有月台幕門，並有3處出口。
原可以通過候車室前往對向月台，但在綜合巴士客運站興建完成後，月台已分離，無法轉乘對向列車。 

### 月台配置
| 梵魚寺 ↑ |
| \| 上    |
| 起終點站 |

| 月台 | 路線               | 目的地                                       |
| ---- | ------------------ | -------------------------------------------- |
| 上行 | ●釜山都市铁道1号线 | 東萊、西面、釜山站、新平、多大浦海水浴場方向 |
| 下行 | ●釜山都市铁道1号线 | 此站終着                                     |

## 歷史
- 1986年12月19日：老圃洞站落成啟用。
- 2010年2月24日：改为现在名称。

## 車站周邊
- 老圃機廠
- 國道7號
- 釜山綜合巴士客運站（朝鲜语：부산종합버스터미널）
- 釜山鄉村俱樂部
- SPO1 Park
  - 金井體育公園
  - 金井體育館（朝鲜语：금정체육관）
- 金井區青年聯合會
- 老圃蒼龍湖
- 釜山老圃洞古墳群（朝鲜语：부산 노포동 고분군）

## 圖片

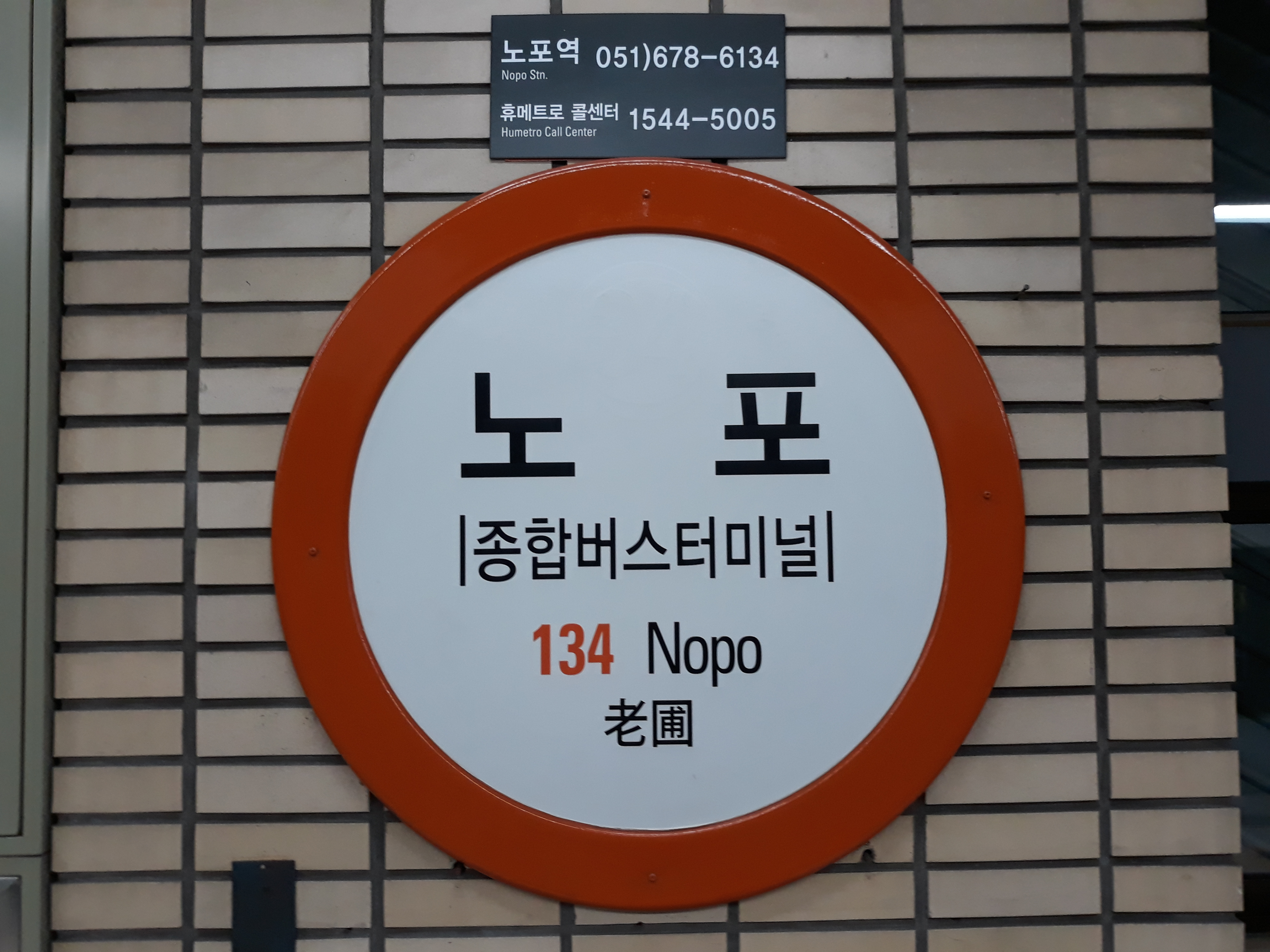
站名牌
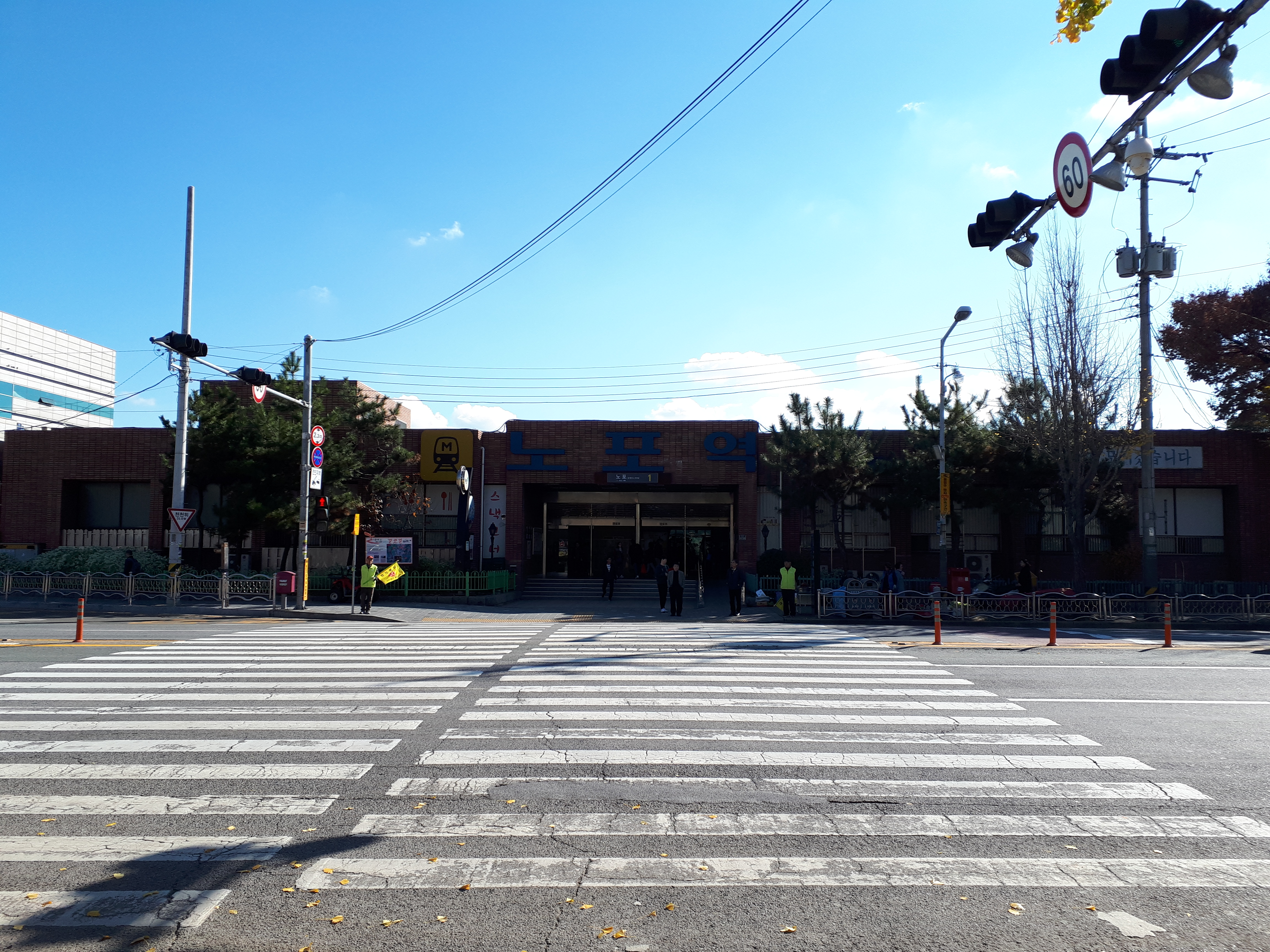
車站建築
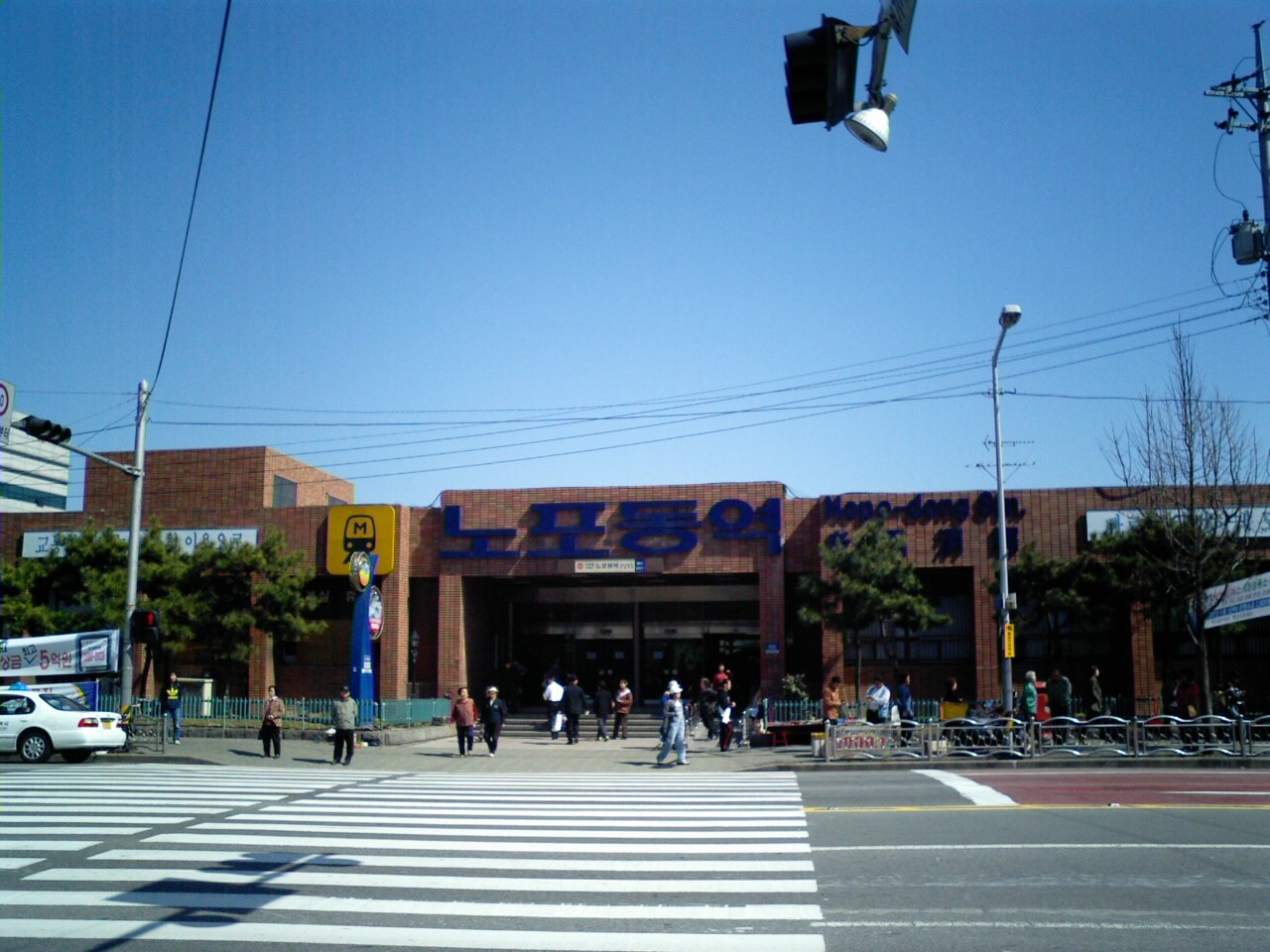
車站建築（2008年）

## 相鄰車站
釜山交通公社
●釜山都市铁道1号线
梵魚寺（133）－老圃（134）